# John Rich (metteur en scène)
Pour les articles homonymes, voir John Rich (réalisateur).
John Rich (1692-1761) est un important metteur en scène et directeur de théâtre londonien du XVIIIe siècle. 

## Biographie
Ayant créé le New Theatre (« Nouveau Théâtre ») de Lincoln's Inn Fields en 1714, il y monta des productions toujours plus extravagantes. Il introduisit la pantomime dans le théâtre anglais et tint lui-même le rôle d'un Arlequin muet et dansant de 1717 à 1760 sous le nom de scène de « Lun ». Son théâtre se spécialisait dans ce que les contemporains appelaient alors le « spectacle » et que l'on appellerait aujourd'hui les effets spéciaux. Il s'efforçait d'inclure dans ses mises en scène de véritables coups de canons, des animaux, et de nombreuses simulations de batailles. 
En 1728, Rich mit en scène The Beggar's Opera (L'Opéra des gueux) de John Gay. La pièce eut un tel succès que l'on disait alors qu'elle avait « rendu Gay riche et Rich gai ». En 1732, Rich ouvrit le Théâtre Royal de Covent Garden, aujourd'hui connu sous le nom de Royal Opera House.
En 1735, il refonde avec William Hogarth et le peintre George Lambert la « Sublime Society of Beef Steaks ». 

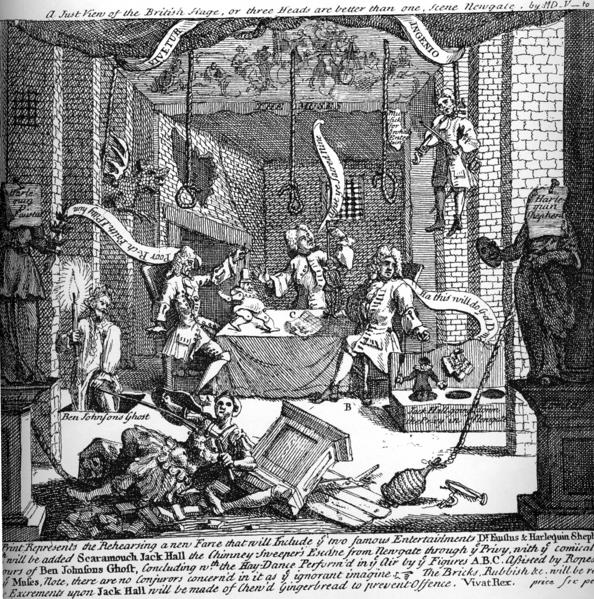
Cette gravure satirique de Hogarth, intitulée A Just View of the British Stage (1724), montre Colley Cibber répétant une nouvelle farce à Drury Lane pour faire concurrence à John Rich.

Au cours de sa carrière de producteur et de metteur en scène Rich livra de nombreuses batailles contre des directeurs de théâtres rivaux, notamment Colley Cibber. Dans son Apology, Cibber rend Rich responsable de la dégradation et des coûts exorbitants des productions théâtrales de l'époque. Les satiristes étaient toutefois d'accord pour penser que Cibber était tout aussi coupable que Rich, et les enfants de Cibber poursuivirent dans les traces de leur père, comme John Rich continua le style de son père, en l'exagérant. Le théâtre de Drury Lane de Cibber et ceux de Rich à Lincoln's Inn (puis à Covent Garden) furent en concurrence pendant toute l'existence de Rich, au point qu'à deux reprises les deux théâtres montèrent la même pièce simultanément : Roméo et Juliette et Le Roi Lear en 1756 et 1757. La compagnie de Rich mit également en scène certaines pièces de Shakespeare rarement jouées, comme Cymbeline.